# Легендата за Белия зъб
„Легендата за Белия зъб“ (на английски: The Legend of White Fang), известен и като Белият зъб: Анимационният сериал (на английски: White Fang:The Animated Series) е американско – канадско – френско – британски анимационен сериал, създаден от Crayon Animation през 1992. Излъчен е между януари и март 1994 по Family. По-късно е излъчен и по HBO, Pop и Pop +. Също като в Бетовен и Волният Уили, главният герой, който е животно – Белият зъб, говори.

## Сюжет
Дванадесетгодишната Уенди и кръстоска между вълк и куче на име Белия зъб споделят много приключения в регион Клондайк, Аляска. Двамата изследват заедно дивото и се срещат с вълчи глутници, крадци на злато, индианци, бракониери и ужасни лавини.

## Участват
- Рик Джоунс – Мат
- Патриша Родригес – Уенди
- Майкъл Ръдър – Бюти
- Марк Хилман – Белия зъб
- Пиер Леноар – Сержант Оукс
- Нийл Ший – Гарванова луна
- Терънс Скамъл – Уийдън/Алекс

## Епизоди
1. The Gold Nugget
2. Banished
3. William
4. Fool's Gold
5. Two Free Beings
6. The River Of Life
7. The Ice Bound Boat
8. The Expedition
9. Leap Of Danger
10. An Adventure at Every Turn
11. The Golden Touch
12. The Revenge
13. Otter Madness
14. The Fountain Of Gold
15. Sharper
16. Wendy Runs Away
17. The Traitor
18. A Charmed Life
19. The Lynx
20. The Thunder Mask
21. The Great Showman
22. Keewan
23. White Fang Goes To Town
24. The Team
25. The Beavers
26. The Trap

## DVD версия
През 2006 г. сериите са пуснати на DVD 2 пъти, всеки път по 4 епизода. Не се знае дали и останалите 12 епизода ще бъдат пуснати.